# 木村鉱二郎
木村 鉱二郎（きむら こうじろう、1903年9月21日 - 1995年2月18日）は、日本の経営者。日本冷蔵(現在のニチレイ)社長、会長を務めた。東京府出身。

## 経歴
1926年に慶應義塾大学経済学部を卒業し、同年に合同毛織に入社。日本水産を経て、1945年12月に日本冷蔵取締役に就任。
1951年に社長に就任し、1968年3月には会長に就任。1979年3月に相談役に就任。
1962年に藍綬褒章を受章し、1975年11月に勲二等瑞宝章を受章。
1995年2月18日心不全のために死去。91歳没。